# مارغريت من دوراتسو
مارغريت من دوراتسو (28 يوليو 1347 - 6 أغسطس 1412) كانت ملكة نابولي وهنغاريا وأميرة أكايا كونها زوجة كارلو الثالث ملك نابولي ولاحقًا الوصية على العرش خلال طفولة ابنها.
| سبقه: أوتو دوق برونزويك | ملكة نابولي القرينة 1382 - 24 فبراير 1386 | تبعه: ماري من لوزنيان    |
| إليزابيث من البوسنة     | ملكة المجر القرينة 1385 - 24 فبراير 1386  | بربارة من سيليي 1. 2. 3. |